# الشواوره
الشواوره (به لاتین: Ash-Shawawra) یک روستا در دولت فلسطین است که در استان بیت‌لحم واقع شده‌است. الشواوره ۳٬۷۳۷ نفر جمعیت دارد.